# Comper

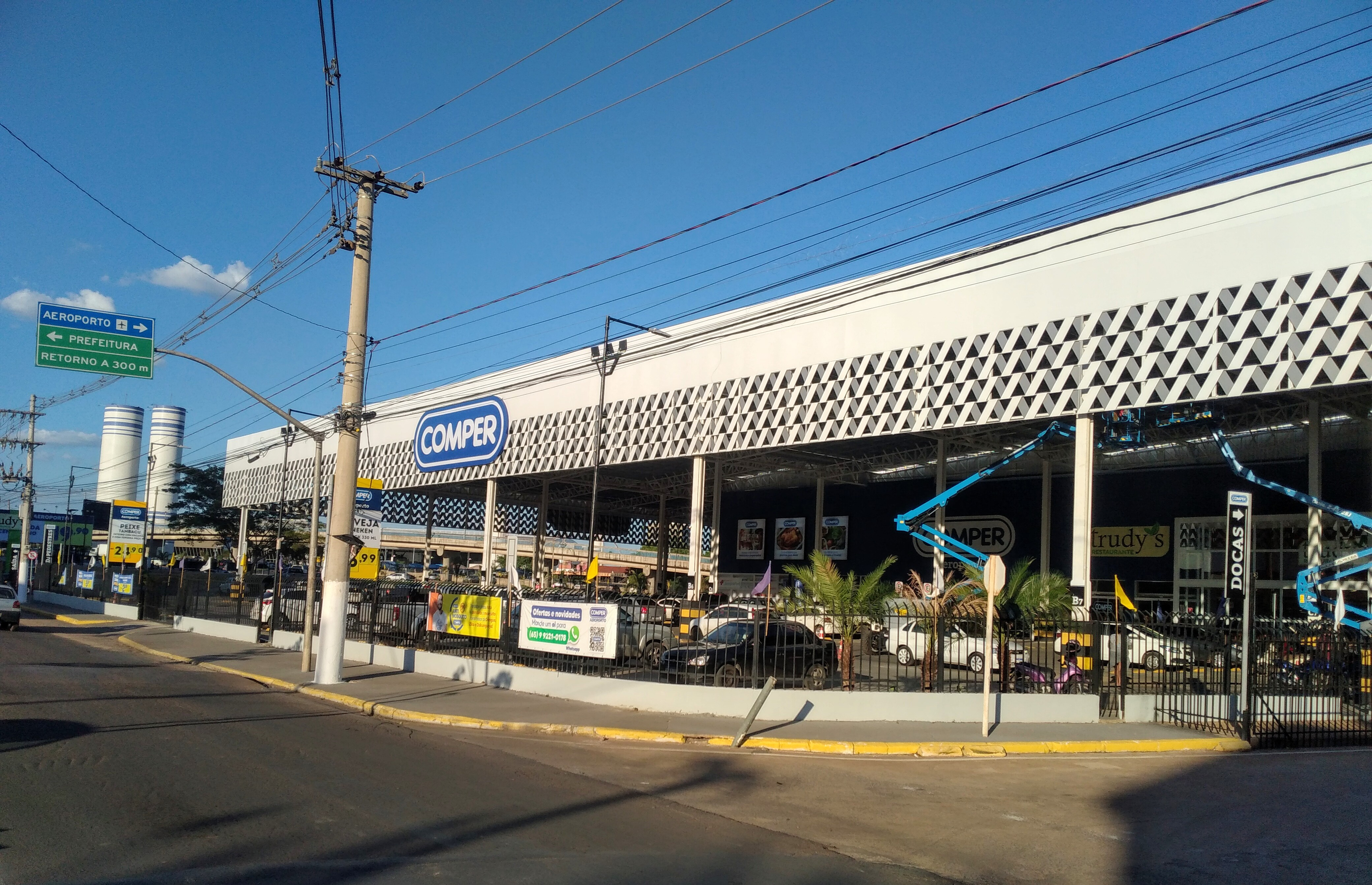
Filial do Comper em Várzea Grande, Mato Grosso.

Comper é uma rede de supermercados e hipermercados brasileira, pertencente ao Grupo Pereira.
Originada em Itajaí, Santa Catarina, atualmente as 30 lojas da rede estão presentes em cinco estados do Brasil, sendo especialmente popular nos estados de Mato Grosso e Mato Grosso do Sul. Em Santa Catarina, boa parte das unidades foi convertida na marca de atacarejo do grupo, o Fort Atacadista, restando apenas um Comper, o de Itajaí.
O Comper foi também uma das pioneiras no Brasil a abrir unidades 24 horas e a formar espaços especiais com várias lojas em formato de hipermercado.
É a 32.ª maior empresa varejista do país, segundo ranking do Ibevar em 2012.